# Les Maîtres de l'Univers (film)
Pour les articles homonymes, voir Les Maîtres de l'univers (homonymie).
Pour plus de détails, voir Fiche technique et Distribution.
Les Maîtres de l'univers (Masters of the Universe) est un film d'heroic fantasy américain réalisé par Gary Goddard et sorti en 1987. Il s’agit de l’adaptation de la franchise de jouets homonyme de Mattel.
Ce long métrage a été nommé en 1988 à l'Academy of Science Fiction, Fantasy and Horror Films et au Fantasporto.
Il est considéré comme un film culte,,.

## Synopsis
Aux confins des galaxies, la planète Eternia connait le joug du terrible Skeletor. Seul Musclor, guerrier d'une force et d'un courage exceptionnels, peut changer le cours des évènements et c'est sur la planète Terre, où il se retrouve avec ses compagnons, que Musclor entreprend un combat titanesque contre Skeletor et les Forces des Ténèbres. Un combat dont l'enjeu est le sort de l'Univers.

## Fiche technique
- Titre original : Masters of the Universe
- Titre français : Les Maîtres de l'Univers
- Réalisation : Gary Goddard
- Scénario : David Odell et Stephen Tolkin, d'après la gamme de jouets Mattel
- Musique : Bill Conti
- Décors : William Stout
- Costumes : Julie Weiss
- Photographie : Hanania Baer
- Montage : Anne V. Coates
- Production : Menahem Golan et Yoram Globus
  - Production déléguée : Edward R. Pressman
  - Coproduction : Elliot Schick
- Sociétés de production : Cannon Group, Edward R. Pressman Film Corporation et Golan-Globus
- Sociétés de distribution : Cannon Group (États-Unis) ; Cineplex-Odeon Films (Canada), Cannon France et UGC (France)
- Budget : 20 000 000 de dollars[réf. souhaitée]
- Pays de production :  États-Unis
- Langue originale : anglaise
- Format : Couleur (Metrocolor) — 1.85:1 • 35mm — Dolby
- Genre : heroic fantasy
- Durée : 106 minutes
- Dates de sortie[4] :
  - États-Unis : 7 août 1987
  - France : 9 décembre 1987
- Affiche : Jean Mascii (France)

## Distribution
- Dolph Lundgren (VF : Richard Darbois) : Musclor (He-Man en VO)
- Billy Barty (VF : Roger Carel) : Gwyldor
- Meg Foster (VF : Perrette Pradier) : Evil-Lyn
- Frank Langella (VF : François Chaumette) : Skeletor
- Courteney Cox (VF : Brigitte Bergès) : Julie Winston
- Robert Duncan McNeill (VF : Éric Baugin) : Kevin Corrigan
- Jon Cypher (VF : Marcel Guido) : Duncan, le Maître d'armes
- Chelsea Field (VF : Micky Sebastian) : Teela
- James Tolkan (VF : Jean-Claude Montalban) : le détective Lubic
- Christina Pickles (VF : Maria Tamar) : la sorcière du Château des ombres
- Tony Carroll : Beastman

## Production

### Développement
Le projet original du script de David Odell, connu pour avoir précédemment écrit pour les films à succès The Dark Crystal de Jim Henson et Frank Oz (1982) et Supergirl de Jeannot Szwarc (1984), comprenait un peu plus de temps passé sur la planète Eternia, le personnage de Beastman aurait eu un rôle parlant et il y aurait été révélé que la mère de Musclor était originaire de la Terre, reliant ainsi les deux planètes.
En réalisant ce film, Gary Goddard essaie de rendre hommage à Jack Kirby et s'inspire des créations de celui-ci : Les Quatre Fantastiques contre le Docteur Fatalis, le Quatrième monde, Thor.

### Tournage
Avec un budget de 20 millions de dollars, le tournage débute le 11 août 1986 et se déroule dans les environnements de Los Angeles en Californie jusqu'en janvier 1987, en passant par la plage de Malibu Creek State Park et le site historique Vasquez Rocks Natural Area Park.
Lieux de tournage
- Californie, États-Unis
  - Culver City
  - Los Angeles
  - Whittier

## Accueil
Les recettes américaines s'élèvent à 17 336 370 dollars.[réf. nécessaire]

## Autour du film

### La suite abandonnée
La société Cannon Group avait prévu une suite, ce qui est indiqué après le générique de fin où Skeletor a en fait survécu à sa chute. Dolph Lundgren a refusé de reprendre son rôle de Musclor et le surfeur Laird Hamilton a été choisi pour le remplacer. Le budget était à moins de 5 millions de dollars. La production avait commencé les costumes et les décors mais le projet a été abandonné lorsque Cannon a annoncé qu'il ne paierait pas les frais de licence à Mattel. Le réalisateur Albert Pyun imagina alors le projet Cyborg (avec Jean-Claude Van Damme) et proposa à Cannon d'y utiliser les décors et costumes déjà conçus pour les amortir et produire un film à moindre coût.

### Projet dereboot
Il était prévu que John Woo produise une nouvelle adaptation en prises de vues réelles des aventures de Musclor et des Maîtres de l'univers. Produit par Fox 2000, ce projet écrit par Adam Rifkin a finalement été annulé. L'acteur The Rock était pressenti comme candidat majeur pour se glisser sous l'armure de Musclor.
Joel Silver échoua également à monter un film.
Ensuite, Sony a repris le projet et, après bien des annonces avortées et des reports, Jeff Wadlow a envoyé à Columbia un script achevé. Ce projet est finalement lui aussi abandonné.
Après une nouvelle tentative par Netflix, abandonnée en 2023, ce sont les studios Amazon MGM qui annoncent un nouveau projet pour une sortie en salle le 5 juin 2026.
Intitulé Masters of the Universe, ce film sortira en 2026.